# Meesterklasse 2004/05
In der Meesterklasse 2004/05 wurde die 82. niederländische Mannschaftsmeisterschaft im Schach ausgespielt. Niederländischer Mannschaftsmeister wurde ZZICT/De Variant Breda, der seinen zehnten Titel in Folge gewann.
Zu den gemeldeten Mannschaftskader siehe Mannschaftskader der Meesterklasse 2004/05.

## Modus
Die 10 teilnehmenden Mannschaften spielten in der Vorrunde ein einfaches Rundenturnier. Die beiden Letzten stiegen in die Klasse 1 ab, die ersten Vier qualifizierten sich für das Play-off. Das Play-off wurde im K.-o.-System ausgetragen, es wurden alle vier Plätze ausgespielt.

## Spieltermine
Die Wettkämpfe der Vorrunde wurden ausgetragen am 18. September, 9. Oktober, 6. und 27. November, 18. Dezember 2004, 8. Januar, 26. Februar, 19. März und 17. April 2005. Die Play-off-Wettkämpfe fanden am 5. und 6. Mai 2005 in Enschede statt.

## Vorrunde
Schon vor der letzten Runde standen mit dem Titelverteidiger ZZICT/De Variant Breda, dem Vorjahresaufsteiger Hotels.nl/Groningen, VastNed Rotterdam und der Hilversums Schaakgenootschap vier Play-off-Teilnehmer fest. Da Rotterdam nicht am Play-off teilnahm, qualifizierte sich auch der Fünftplatzierte, der zweite Aufsteiger HMC Calder für das Play-off. In die Klasse 1 absteigen mussten Utrecht (die nach Mannschafts- und Brettpunkte gleichauf mit dem Achten lagen) und der SV Zukertort Amstelveen.

### Abschlusstabelle
| Pl.  | Verein                       | Sp | G | U | V | MP   | Brett-P.  |
| ---- | ---------------------------- | -- | - | - | - | ---- | --------- |
| 01.  | ZZICT/De Variant Breda (M)   | 9  | 8 | 0 | 1 | 16:2 | 57,0:33,0 |
| 02.  | Hotels.nl/Groningen (N)      | 9  | 6 | 1 | 2 | 13:5 | 52,5:37,5 |
| 03.  | VastNed Rotterdam            | 9  | 6 | 0 | 3 | 12:6 | 52,0:38,0 |
| 04.  | Hilversums Schaakgenootschap | 9  | 5 | 1 | 3 | 11:7 | 51,5:38,5 |
| 05.  | HMC Calder (N)               | 9  | 5 | 1 | 3 | 11:7 | 46,0:44,0 |
| 06.  | ING/ESGOO                    | 9  | 4 | 1 | 4 | 9:9  | 47,5:42,5 |
| 07.  | HWP Sas van Gent             | 9  | 3 | 1 | 5 | 7:11 | 37,5:52,5 |
| 08.  | Leidsch Schaakgenootschap    | 9  | 2 | 0 | 7 | 4:14 | 35,0:55,0 |
| 09.  | Utrecht                      | 9  | 2 | 0 | 7 | 4:14 | 35,0:55,0 |
| 010. | SV Zukertort Amstelveen      | 9  | 1 | 1 | 7 | 3:15 | 36,0:54,0 |

### Entscheidungen
|     | Teilnehmer am Play-off: ZZICT/De Variant Breda, Hotels.nl/Groningen, Hilversums Schaakgenootschap, HMC Calder (VastNed Rotterdam nahm nicht am Play-off teil) |
|     | Absteiger in die Klasse 1: Utrecht, SV Zukertort Amstelveen                                                                                                   |
| (M) | Meister der letzten Saison |
| (N) | Aufsteiger der letzten Saison |

### Kreuztabelle
| Ergebnisse | Ergebnisse                   | 01. | 02. | 03. | 04. | 05. | 06. | 07. | 08. | 09. | 010. |
| ---------- | ---------------------------- | --- | --- | --- | --- | --- | --- | --- | --- | --- | ---- |
| 01.        | ZZICT/De Variant Breda       |     | 6½  | 6   | 5½  | 4½  | 7   | 8½  | 5½  | 7   | 6½   |
| 02.        | Hotels.nl/Groningen          | 3½  |     | 6   | 5   | 4½  | 5½  | 6½  | 7   | 7   | 7½   |
| 03.        | VastNed Rotterdam            | 4   | 4   |     | 6½  | 6   | 5½  | 8   | 4½  | 7   | 6½   |
| 04.        | Hilversums Schaakgenootschap | 4½  | 5   | 3½  |     | 9½  | 7   | 6   | 7   | 3   | 6    |
| 05.        | HMC Calder                   | 5½  | 5½  | 4   | ½   |     | 4½  | 6½  | 8   | 6½  | 5    |
| 06.        | ING/ESGOO                    | 3   | 4½  | 4½  | 3   | 5½  |     | 5   | 8   | 7½  | 6½   |
| 07.        | HWP Sas van Gent             | 1½  | 3½  | 2   | 4   | 3½  | 5   |     | 6   | 6   | 6    |
| 08.        | Leidsch Schaakgenootschap    | 4½  | 3   | 5½  | 3   | 2   | 2   | 4   |     | 6½  | 4½   |
| 09.        | Utrecht                      | 3   | 3   | 3   | 7   | 3½  | 2½  | 4   | 3½  |     | 5½   |
| 10.        | SV Zukertort Amstelveen      | 3½  | 2½  | 3½  | 4   | 5   | 3½  | 4   | 5½  | 4½  |      |

## Play-off

### Übersicht
|  | Halbfinale                   | Halbfinale                   |                     |   | Finale | Finale |
|  |                              |                              |                     |   |        |        |
|  | HMC Calder                   | 2½                           |                     |   |        |        |
|  | ZZICT/De Variant Breda       | 7½                           |                     |   |        |        |
|  |                              |                              |                     |   |        |        |
|  |                              |                              |                     |   |        |        |
|  | ZZICT/De Variant Breda       | 6½                           |                     |   |        |        |
|  |                              | Hilversums Schaakgenootschap | 3½                  |   |        |        |
|  |                              |                              |                     |   |        |        |
|  | 3. Platz                     |                              |                     |   |        |        |
|  |                              |                              | Hotels.nl/Groningen | 5 |        |        |
|  | Hilversums Schaakgenootschap | 5½                           | HMC Calder          | 5 |        |        |
|  | Hotels.nl/Groningen          | 4½                           |                     |   |        |        |

### Halbfinale
Im Halbfinale trafen in einem Wettkampf der Vorrunden-Fünfte Calder auf den Vorrunden-Sieger Breda und im anderen Wettkampf mit Hilversum und Groningen der Vierte und der Zweite der Vorrunde aufeinander. Während sich Breda mit einem klaren 7½:2½ für die Vorrundenniederlage revanchierte, gewann Hilversum knapp mit 5½:4½.
| HMC Calder                 | ZZICT/De Variant Breda | Ergebnis |
| -------------------------- | ---------------------- | -------- |
| Daniel Fridman             | Jewgeni Barejew        | ½:½      |
| Mihail Saltaev             | Lewon Aronjan          | 0:1      |
| Nicolai Vesterbæk Pedersen | Ivan Sokolov           | ½:½      |
| Andrei Orlow               | Jan Timman             | ½:½      |
| Rafael Fridman             | Alexander Beliavsky    | 0:1      |
| Michiel Abeln              | Sergej Movsesjan       | 0:1      |
| Gerard Welling             | Jan Gustafsson         | ½:½      |
| Willem Muhren              | Vladimir Chuchelov     | 0:1      |
| Niels Ondersteijn          | Erik van den Doel      | 0:1      |
| Paul Span                  | John van der Wiel      | ½:½      |

| Hilversum SG        | Hotels.nl/Groningen     | Ergebnis |
| ------------------- | ----------------------- | -------- |
| Loek van Wely       | Sergey Tiviakov         | 0:1      |
| Predrag Nikolić     | Merab Gagunaschwili     | ½:½      |
| Yasser Seirawan     | Jan Werle               | 1:0      |
| Ljubomir Ljubojević | Yge Visser              | 1:0      |
| Friso Nijboer       | Harmen Jonkman          | 1:0      |
| Ian Rogers          | Joris Brenninkmeijer    | 0:1      |
| Erwin l’Ami         | Davit Lobzhanidze       | ½:½      |
| Daniël Stellwagen   | Hendrik Pieter Hoeksema | ½:½      |
| Jan Smeets          | Luuk van Kooten         | 1:0      |
| Jop Delemarre       | Gert Ligterink          | 0:1      |

### Finale und Spiel um Platz 3
Während Breda seinen Titel mit einem deutlichen 6½:3½ verteidigte, endete das Spiel um den dritten Platz mit 5:5.
| ZZICT/De Variant Breda | Hilversum SG        | Ergebnis |
| ---------------------- | ------------------- | -------- |
| Jewgeni Barejew        | Loek van Wely       | 1:0      |
| Lewon Aronjan          | Erwin l’Ami         | 1:0      |
| Alexander Beliavsky    | Jan Smeets          | 0:1      |
| Ivan Sokolov           | Ljubomir Ljubojević | ½:½      |
| Jan Gustafsson         | Daniël Stellwagen   | ½:½      |
| Jan Timman             | Predrag Nikolić     | ½:½      |
| John van der Wiel      | Friso Nijboer       | ½:½      |
| Sergej Movsesjan       | Ian Rogers          | 1:0      |
| Vladimir Chuchelov     | Yasser Seirawan     | ½:½      |
| Erik van den Doel      | Dennis de Vreugt    | 1:0      |

| Hotels.nl/Groningen     | HMC Calder                 | Ergebnis |
| ----------------------- | -------------------------- | -------- |
| Sergey Tiviakov         | Daniel Fridman             | ½:½      |
| Yge Visser              | Mihail Saltaev             | ½:½      |
| Harmen Jonkman          | Nicolai Vesterbæk Pedersen | 0:1      |
| Jan Werle               | Andrei Orlow               | ½:½      |
| Merab Gagunaschwili     | Gerard Welling             | ½:½      |
| Hendrik Pieter Hoeksema | Michiel Abeln              | ½:½      |
| Davit Lobzhanidze       | Rafael Fridman             | ½:½      |
| Gert Ligterink          | Paul Span                  | ½:½      |
| Luuk van Kooten         | Niels Ondersteijn          | ½:½      |
| Frits Rietman           | Willem Muhren              | 1:0      |

### Entscheidungen
|  | Niederländischer Mannschaftsmeister: ZZICT/De Variant Breda |

## Die Meistermannschaft
| 1.            | ZZICT/De Variant Breda |
| Schachfiguren | Jewgeni Barejew, Vadim Milov, Alexander Beliavsky, Ivan Sokolov, Lewon Aronjan, Sergej Movsesjan, Jan Gustafsson, Jan Timman, Erik van den Doel, Vladimir Chuchelov, Roland Schmaltz, Fabian Döttling, John van der Wiel, Frans Cuijpers, Marinus Kuijf, Martin Martens, Albert Blees, Joost Hoogendoorn, Johannes van Mil, Sebastian Siebrecht, Gert Jan Timmerman, Jaap Vogel, Sander Boogaard, Robert Klomp, Henk Verstappen. |